# Alpha-fœtoprotéine
Pour les articles homonymes, voir AFP (homonymie).
L'alpha-fœtoprotéine ou alpha-1-fœtoprotéine (AFP) est une protéine qui n'est normalement produite que par le fœtus au cours de son développement. Chez des adultes, il peut servir de marqueur tumoral (CHC, tumeur germinale, tératome principalement). Si on trouve des taux élevés ou bas d'AFP dans le liquide amniotique, il peut indiquer un trouble du développement chez le bébé. Un conseil génétique est en principe de mise si le screening de l'AFP (triple test) est positif.
Les valeurs de référence de l'alpha-fœtoprotéine (<10 ng/mL ) dans le plasma sanguin sont très basses, mais elles s'élèvent un peu en cours de grossesse. Si les taux sont encore plus élevés que ceux-ci, cela pourrait indiquer l'évolution d'un phénomène pathologique.
Le temps de demi-vie est de 5 à 6 jours.

## Historique
L'AFP est l'une des premières alpha-globulines qui apparaît dans le sérum pendant le développement embryonnaire : elle a été découverte en 1963 par G.I. Abelev, un immunologiste russe,.
 Dans les années 1970, certains auteurs ont pensé que cette protéine pouvait jouer un rôle d'immunorégulation entre la mère et le fœtus mais cette hypothèse a été écartée.
Par la suite, des travaux ont montré l'implication de l'AFP dans la régulation de l'expression des gènes liés à l'organogenèse hépatique.

## AFP élevé chez l'adulte en dehors de la grossesse
On peut trouver des taux élevés d'AFP chez l'adulte dans quelque cas :
- carcinome hépatocellulaire. Diagnostic certain si le taux est supérieur à 500 ng/mL, ou supérieur à 400 ng/mL en présence de cirrhose et de nodule de plus de 2 cm hypervascularisé à l'imagerie ;
- tératome de l'ovaire : kyste dermoïde ;
- cancer du testicule : tumeurs non séminomateuses (70 % des carcinomes embryonnaires et 60 % des tumeurs du sac vitellin).